# Akika Hattori
Akika Hattori (Yokkaichi, 22 settembre 1983) è un'ex pallavolista giapponese.
Giocava nel ruolo di schiacciatrice.

## Carriera
La carriera di Akika Hattori inizia a livello universitario, giocando per il Nihon joshi taiiku daigaku. Diventa professionista nella stagione 2006-07, facendo il suo debutto in V.Challenge League con le Kashiwa Angel Cross, giocando nel club per tre annate. Si trasferisce poi nel campionato 2009-10 alle Kenshokai RedHearts, sempre impegnate nella serie cadetta giapponese, legandosi al club per due annate.
Debutta in V.Premier League nella stagione 2011-12 con la maglia delle Pioneer Red Wings, club nel quale gioca per tre campionati; in seguito alla chiusura del club nel 2014, si ritira dall'attività agonistica al termine del campionato 2013-14.